# 治承・寿永の乱
治承・寿永の乱（じしょう・じゅえいのらん）は、平安時代末期の治承4年（1180年）から元暦2年（1185年）にかけての6年間にわたる国内各地の内乱であり、平清盛を中心とする伊勢平氏正盛流に対する反乱である。反平家勢力の中には祖を同じとする坂東平氏も含まれており遠戚間の対立、嫉妬や憎しみに契機を発した抗争でもある。日宋貿易などで得られた富を中央政府側で独占し、その財と権力で栄華を極め、傍若無人に振る舞った平家に他勢力が不満を募らせたことで反乱を招いた。このことから、平家の繁栄と没落を描いた叙述書、平家物語冒頭の「驕れる者も久しからず」という一文は「財や地位、権力を盾に威張る者は平家のようにいずれ滅びる」という意味の諺にもなっている。
後白河法皇の皇子以仁王の挙兵を契機に起こり、反乱勢力同士の対立がありつつも、最終的には平氏政権は打倒された。源頼朝を中心とした主に坂東平氏から構成される武士集団が平氏政権勢力打倒の中心的役割をつとめ、新たな武力政権である関東政権（鎌倉幕府）の樹立に至った。
一般的には、「源平合戦」（げんぺいかっせん）、「源平争乱」（げんぺいそうらん）、「源平の戦い」（げんぺいのたたかい）などの呼称が用いられることがあるが、こうした呼称を用いることは適当でないとする議論がある（詳しくは後述）。
また、奥州合戦終結までを治承寿永の乱に含めるという見解もある。

## 背景

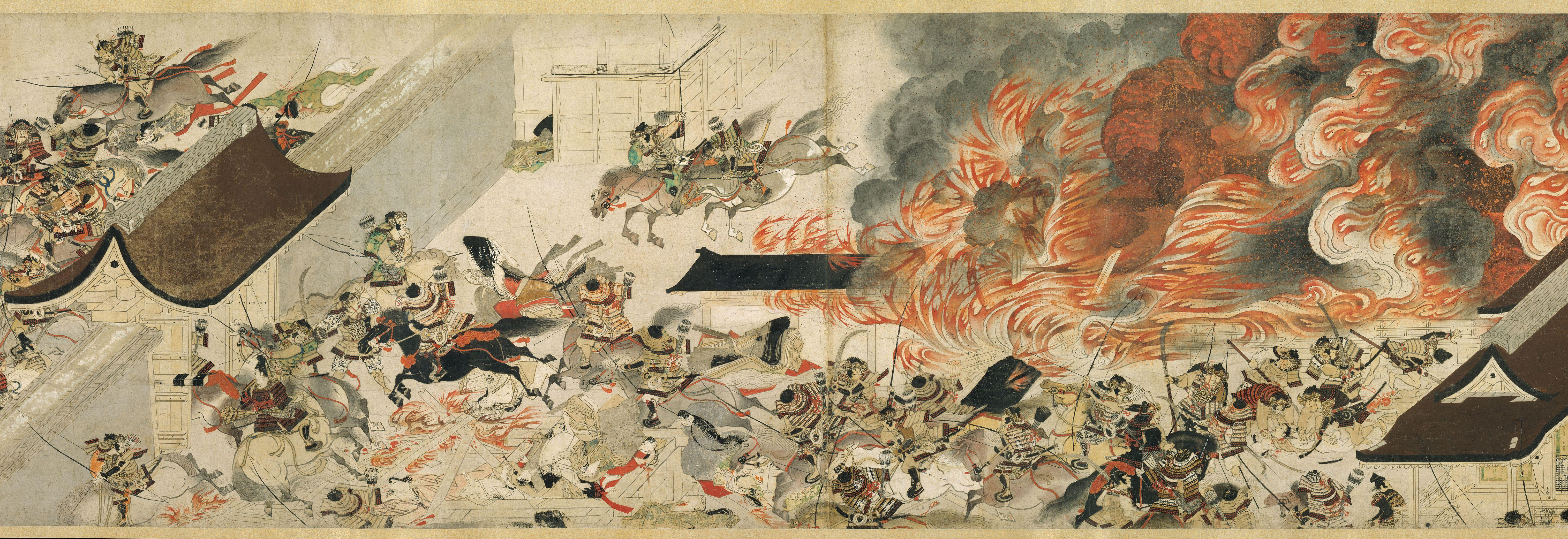
平治の乱（1159年）は平氏政権進出へのきっかけになった

### 平家の隆盛
平安時代末期、朝廷・貴族内部の権力闘争が、保元の乱・平治の乱といった軍事衝突に発展するようになった。こうした内乱で大きな働きをした平清盛は、対立を深める後白河上皇と二条天皇の間をうまく渡り歩き、さらに摂政近衛基実と姻戚関係を結ぶなど、政界に於ける地位を上昇させていく。清盛の地位向上に伴い、平家一門の官位も上昇、知行国を次第に増やしていった。
二条天皇が崩御すると六条天皇が即位するが、後に高倉天皇が即位する。この間、清盛は後白河上皇と政治的に接近して更に栄達を遂げ、仁安2年（1167年）には太政大臣に就任。朝廷内における発言権を増すこととなる。

### 鹿ケ谷の陰謀
後白河法皇と清盛の政治提携は続いていたが、この二者を橋渡ししていた建春門院（清盛の義妹、滋子）が安元2年（1176年）に亡くなると、両者の間に齟齬が生じていくようになる。そして安元3年（1177年）北陸の国衙と比叡山の末社の対立をきっかけに比叡山と院近臣が対立し、院近臣を守る立場にある後白河法皇は清盛に比叡山攻撃を指示したが、清盛はこれを拒否、逆に比叡山側の要求を通し院近臣の身柄を拘束するという手段に出る。これによって後白河法皇は比叡山の言い分を聞かざるを得なくなり、近臣の追放を許す結果となる（鹿ケ谷の陰謀）。
一方、その頃から高倉天皇が政治的発言権を強めるようになっていく。治承2年（1178年）、高倉天皇の元に入内させていた清盛の娘・徳子が皇子を出産。後継者となる皇子の誕生で、高倉天皇が譲位して院政を敷く条件が生まれる。
しかし治承3年（1179年）、清盛の息子平重盛と娘の平盛子(近衛基実の妻)が相次いで死去。この二者の遺領や知行国を巡って当時の摂政松殿基房や後白河法皇と清盛の間に対立が起きるようになった。

### 治承三年の政変
治承3年（1179年）11月、清盛の反乱により後白河法皇の院政は停止される。また、この反乱によって摂政基房は解任され、代わりに清盛の娘婿の近衛基通が摂政に就任する。また、院近臣の多くが解官された。翌治承4年（1180年）2月、高倉天皇は言仁親王（安徳天皇）に譲位、高倉院政が開始される。3月、高倉上皇は清盛の強い要請により厳島神社への参詣を計画するが、先例を無視するものとして畿内の寺社勢力は猛然と反発する。
また、この政変で平家の知行国は17か国から32か国に急増するが、このことは全国各地において国衙権力を巡る在地勢力の混乱を招いた。東国においてはそれまでの旧知行国主のもと国衙を掌握していた在地豪族が退けられ、新たに知行国主となった平家と手を組んだ豪族が勢力を伸ばすなど、国衙権力を巡る在地の勢力争いは一触即発という状況となった。

## 経緯

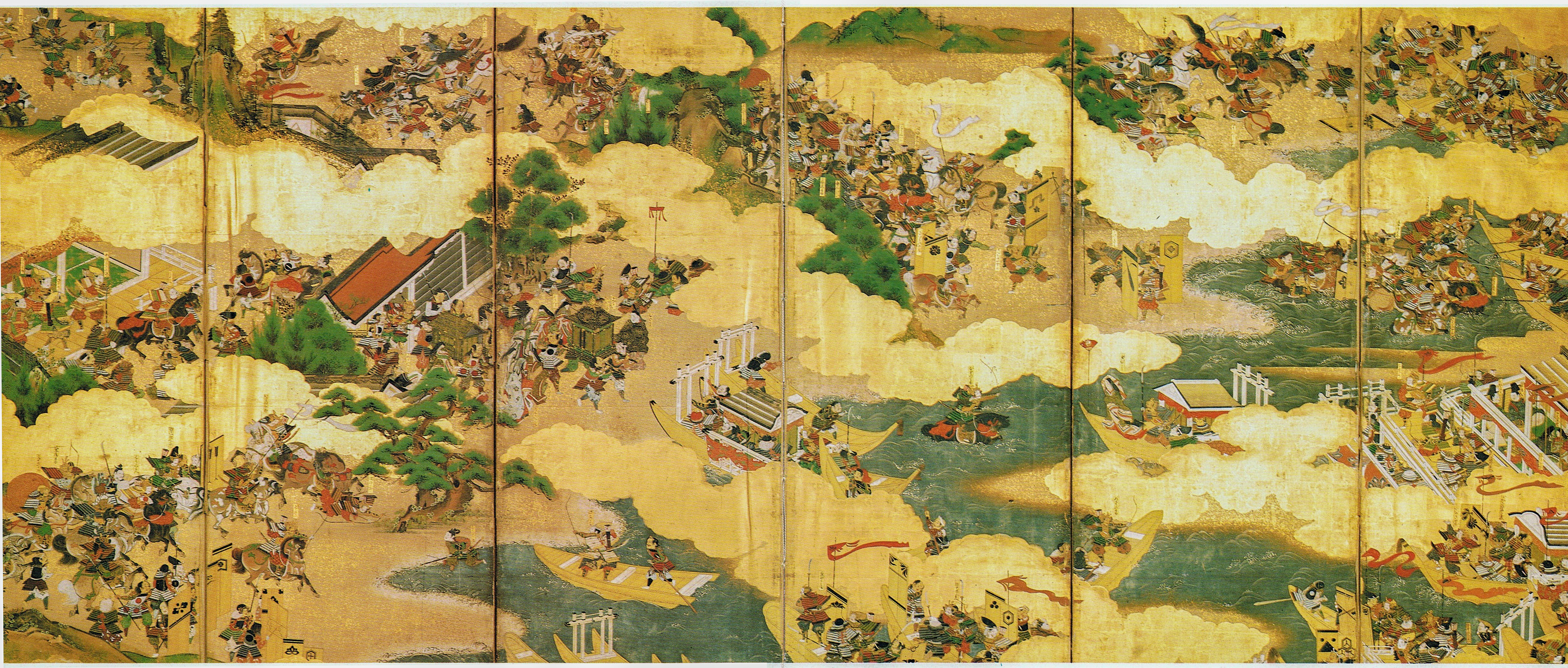
『源平合戦図屏風』（寸法153×61.6）　安徳天皇が船で屋島へ向かう場面。那須与一の扇の的と、源義経の弓流しが描かれている。

### 前期

#### 以仁王の挙兵
治承4年（1180年）、安徳天皇の即位により皇位継承が絶望となった以仁王が、源頼政の協力を受け、平家追討・安徳天皇の廃位・新政権の樹立を計画した令旨を発した。その令旨は源行家により、全国各地の源氏や八条院の支配下にある武士達に伝えられた。しかし挙兵直前に紀伊熊野の平家方（権別当湛増を中心とした本宮勢力）と反平家方（行快を中心とした新宮・那智勢力）との熊野新宮合戦があり、その後、権別当湛増からの平氏への注進により平家追討の企てが発覚した。以仁王らは、平知盛・平重衡率いる平家の大軍の攻撃を受け、同年5月、宇治の平等院で戦死するが、この挙兵が6年間に及ぶ内乱の契機となった。

#### 東国における挙兵
以仁王敗死の頃、令旨が各地の武士に配られていた。源頼朝はそのうちの1人で、相模・伊豆・武蔵の武士団への呼びかけを始めた。頼朝は8月17日に挙兵、伊豆国目代の山木兼隆を襲撃して殺害する。その直後、相模国石橋山にて大庭景親らと交戦するが頼朝軍は惨敗し追い詰められた（石橋山の戦い）。その直後に平氏方は甲斐国境付近で甲斐源氏の安田義定らと軍事衝突する（波志田山合戦）。
頼朝は、9月、海路で安房国へ逃れた後、その地で三浦氏勢力とも合流した後に再挙した。
頼朝の軍勢は房総半島内を北上し、安房の在庁官人をはじめ房総半島の上総広常、千葉常胤らの諸豪族を次第に傘下に加え急速に大勢力となっていく。9月末には下総国葛飾郡へ陣を進めた（鷺沼、下総国府、隅田川東岸）。
彼らの大部分は坂東平氏（桓武平氏の流れを汲み坂東一帯に勢力を持つ武士・在地領主）だった。当時、坂東の在地豪族間の争いは激しく、また親平氏勢力（加えて新たに知行国主となった平氏が支配する国衙）による他勢力への圧迫が進みつつあった。千葉氏、上総氏などはこの挙兵を自勢力回復の好機と捉えた（頼朝の房総進出と前後して、千葉氏と平氏系の目代との戦いである結城浜の戦いが起きている）。また、都から遠く離れた地にあっては豪族達は自力で所領を守るしかなく、その不安定な状態から抜け出し所領を安堵してくれる者を求めたいという潜在的な要求もあった。
頼朝は、軍勢を下総国から武蔵国へ進めるに当たり、去就を迷っていた武蔵国有力武士へ速やかに参陣するよう命じた。なお武蔵国有力武士は挙兵時の当初は少なからず平氏側に立って戦った（衣笠城合戦）。
10月2日、軍勢は太日川から隅田川の渡河を開始した。武蔵の足立遠元、豊島清元、葛西清重が参陣した。
翌日に頼朝は下総国から武蔵国へ入り、さらに畠山重忠、河越重頼、江戸重長も参陣し、武蔵国・相模国も頼朝の勢力下となった。
10月6日、頼朝の軍勢は先祖のゆかりの地である相模国鎌倉へ入って本拠地とする。これにより関東政権（後の鎌倉幕府）が樹立される。また、この時までに関東政権は坂東南部の実質的な支配権を獲得している。
同時期に甲斐の武田信義を棟梁とする甲斐源氏の一族や、信濃の木曾義仲も相次いで挙兵している。

#### 富士川の戦い
東国での状況を受けて平氏政権は平維盛、平忠度らが率いる追討軍を派遣した。追討軍は東海道を下り、10月18日、駿河国富士川で反乱軍と対峙する。大軍を見て平氏軍からは脱落者が相次ぎ、目立った交戦もないまま平氏軍は敗走することとなった（富士川の戦い）。これにより駿河・遠江は甲斐源氏の勢力下に入った。一方頼朝はこの機を捉えて上洛を検討するが、坂東経営を優先すべきという上総氏らの意見を受け入れ、まずは上総氏千葉氏の利害の対立者である佐竹氏と交戦する（金砂城の戦い）。その後鎌倉に帰還した頼朝は侍所を新設し、和田義盛を別当、後に梶原景時を所司に任じる。
東国以外でも反平氏勢力の動向は活発となっていった。土佐の源希義をはじめ、河内源氏のかつての本拠地だった河内石川の源義基・義兼父子、美濃の土岐氏、近江の佐々木氏、山本義経、熊野の湛増、伊予の河野氏、肥後の菊地隆直らのほか、若狭・越前・加賀の在庁官人など、多くの勢力による挙兵があった。

#### 清盛の死
畿内においても寺社勢力を中心に反平氏勢力の動きが活発化していた。それに対抗するため清盛は遷都していた福原から平安京に都を戻し、軍事制圧に乗り出す。まずは近江の反平氏勢力を制圧し（近江攻防）、ついで治承4年（1180年）12月、平重衡は畿内最大の反平氏勢力・興福寺を焼き討ちにする（南都焼討）。治承5年（1181年）正月には、紀伊の熊野三山勢力が挙兵して、伊勢や志摩で平氏側勢力と交戦するという動きもあった。
治承5年（1181年）初頭には美濃源氏を撃破し（美濃源氏の挙兵）平氏は畿内制圧に成功する。
一連の軍事行動の中で清盛は平宗盛を惣官に任じてもらうなど反乱勢力に対抗する体制を整えていく。
そうした中で院政をとっていた高倉上皇が崩御したため、平氏は停止していた後白河院政の復活を余儀なくされる。さらに閏2月に、清盛が熱病で没して平氏政権は強力な指導者を失った。直後の3月、平氏は再び東海道へ追討軍を派遣し、尾張墨俣川で源行家と会戦して勝利を収める（墨俣川の戦い）。
この勝利の後平氏は東国への進軍を中止し、奥州藤原氏、越後城氏と提携して東国反乱勢力にあたる方針をとろうとした。

#### 東国の割拠
当時の坂東の武士にとって、最優先事項であったのは在地における各々の権益の確保と拡大にあった。頼朝は、自らの御家人の権利を確保することが求められており、さらには競合勢力とのせめぎあいを常に抱えていた。実際に頼朝は、志田義広、新田義重、佐竹氏や足利忠綱といった周辺の敵対勢力を排除・屈服させることに非常に尽力している。治承4年（1180年）11月には金砂城の戦い、翌年（実際は寿永2年とも）の足利俊綱との争い、寿永2年（1183年）2月の野木宮合戦、さらに同年3月頃には信濃国近辺で木曾義仲と大軍を率いてにらみ合ったのち和平を結ぶなど、この頃の頼朝は坂東における自らの勢力基盤の確保と拡大に力を注がざるを得ない状況であった。また背後に奥州藤原氏や金砂城合戦後も常陸に勢力を残す佐竹氏の脅威を抱えていた。そのような中で御家人に対して本領安堵、新恩給付といった所領の保証を行い主従関係を強固にすると共に頼朝は自らが有する都との人脈を通じて朝廷との接触や交渉を行って徐々に坂東における優位を獲得していく。
一方治承5年（1181年）6月、木曾義仲は横田河原の戦いで城助職を破り、信濃から越後を席巻した。一時は上野まで進んだがその後北陸方面へ転進し、後に越前若狭などで挙兵した北陸の在地勢力と結ぶこととなる。その後、義仲を頼って来た以仁王の子（北陸宮）を推戴し、北陸における優位を確立する。
この時期の東日本は奥州は奥州藤原氏の勢力下にあり、南坂東は源頼朝、越後と北坂東信濃の一部は源義仲、甲斐駿河遠江と信濃の一部を甲斐源氏が割拠するという状況になった。

#### 戦乱の膠着
治承5年(1181年)都では「養和」と改元されたが、頼朝ら反平氏勢力はこれを認めずに「治承」の元号を用いた。この年から翌年にかけて養和の飢饉という大飢饉が起きたことに加え、平氏政権は安徳天皇の大嘗祭の実施（11月24日）を優先していた。一方『玉葉』養和元年（1181年）8月1日条には、後白河法皇に頼朝から密使が送られ、平氏との和平を提案したことが記されている。
畿内を制圧した平氏は北陸や鎮西方面の反乱鎮圧に乗り出し、養和元年（1181年）8月に平通盛・経正を将とする軍を北陸に派遣した。しかし、通盛と経正の連携が上手くいかない上に兵糧不足に悩まされ、反乱を鎮圧することができずに北陸から撤収する。一方で鎮西の反乱勢力に対しては平貞能を派遣し、一年かけてその反乱勢力を降伏させることに成功している。

### 中期

#### 義仲の上洛
飢饉が小康状態となった寿永2年（1183年）4月、平氏は北陸の反乱勢力を討つために、平維盛・平通盛率いる大軍を派遣する。平氏軍は越前・加賀の反乱勢力を撃破するが、5月に加賀・越中国境の倶利伽羅峠で義仲軍に敗北する（倶利伽羅峠の戦い）。
7月には義仲軍は延暦寺まで到達した。多田行綱は摂津・河内を占拠して平氏の補給路を遮断、遠江の安田義定も東海道を進撃して京都に迫った。京都の防衛を断念した平宗盛は、安徳天皇や三種の神器を保持しながら都落ちして西国に逃れていく。この時、後白河法皇は比叡山に脱出して都落ちに同行しなかったため、安徳天皇奉じる平氏の正統性は弱まることになった。義仲軍は上洛を果たすが、期待された都の治安維持はうまく機能せず、しかも前年の飢饉の影響により義仲軍を養う食糧が不足して、市中で略奪や狼藉が横行する。
また、天皇不在となってしまった都では安徳天皇に代わる天皇が必要となっていた。義仲はそれまでみずからが奉じてきた北陸宮の即位を強硬に主張し、高倉上皇の皇子のうちの誰かを即位させる存念であった後白河法皇や公卿達の反感を買った。このようなことから義仲の評判は落ちて、頼朝の上洛を願う声が高まっていく。結局、義仲の北陸宮擁立は失敗し、高倉上皇の第四皇子の尊成親王（後鳥羽天皇）が位についた。このことにより同時に二人の天皇が存在するという異常状態が発生した。同年9月、後白河法皇の命により義仲軍は平氏追討のため山陽道へ出立したが、閏10月に備中水島で平重衡率いる平氏軍に大敗する（水島の戦い）。

#### 寿永二年十月宣旨
義仲が出陣して不在の間に後白河法皇は頼朝に使者を送った。頼朝は法皇から上洛を催促されたが、鎌倉に留まって逆に法皇へ東海道・東山道・北陸道の国衙領・荘園をもとのように、国司・本所へ返還させる内容の宣旨発布を要請する。その結果、法皇は義仲への配慮のため北陸道は除いたが、ほぼ上記の内容を認める寿永二年十月宣旨を頼朝へ発して東海道・東山道の荘園・国衙領を元の通り領家に従わせる権限（沙汰権）が頼朝に認められた。また平治の乱以降流刑者という身分であった頼朝は、以前帯びていた従五位下の位階に復して流刑者の身分から脱する。頼朝は、既に実質的に東国を支配していたが、この宣旨発給は、頼朝が東国支配権を政府に公認され、その正統性を獲得したことを意味する。また、今まで反乱軍とみなされていた頼朝とその支持者たちの軍勢は反乱者とはみなされなくなった。

#### 義仲の滅亡
頼朝は、寿永二年十月宣旨に基づく東国の年貢の納入を実行すると称して源義経らを上洛させた。この情報を聞いた義仲は平氏との戦いを切り上げて、閏10月15日に帰京する。義経軍は11月初めには近江まで到達し、味方の離反もあり孤立感を深めていった義仲は、11月19日、法住寺殿を襲撃して後白河法皇を幽閉し、松殿師家を摂政とする傀儡政権を樹立する（法住寺合戦）。義仲は法皇に迫って源頼朝追討の院庁下文を発給させ、翌寿永3年（1184年）正月には征東大将軍となり、形式的には官軍の体裁を整えた。
このような情勢下、頼朝は弟の源範頼を新たに援軍として派遣し、正月20日、範頼軍と義経軍は、それぞれ勢多と田原から総攻撃を開始する。義経軍は義仲軍と交戦して宇治の防衛線を突破し（宇治川の戦い）、そのまま入洛して法皇の身柄を確保した。義仲は近江粟津で戦死した。

### 後期

#### 一ノ谷の戦い

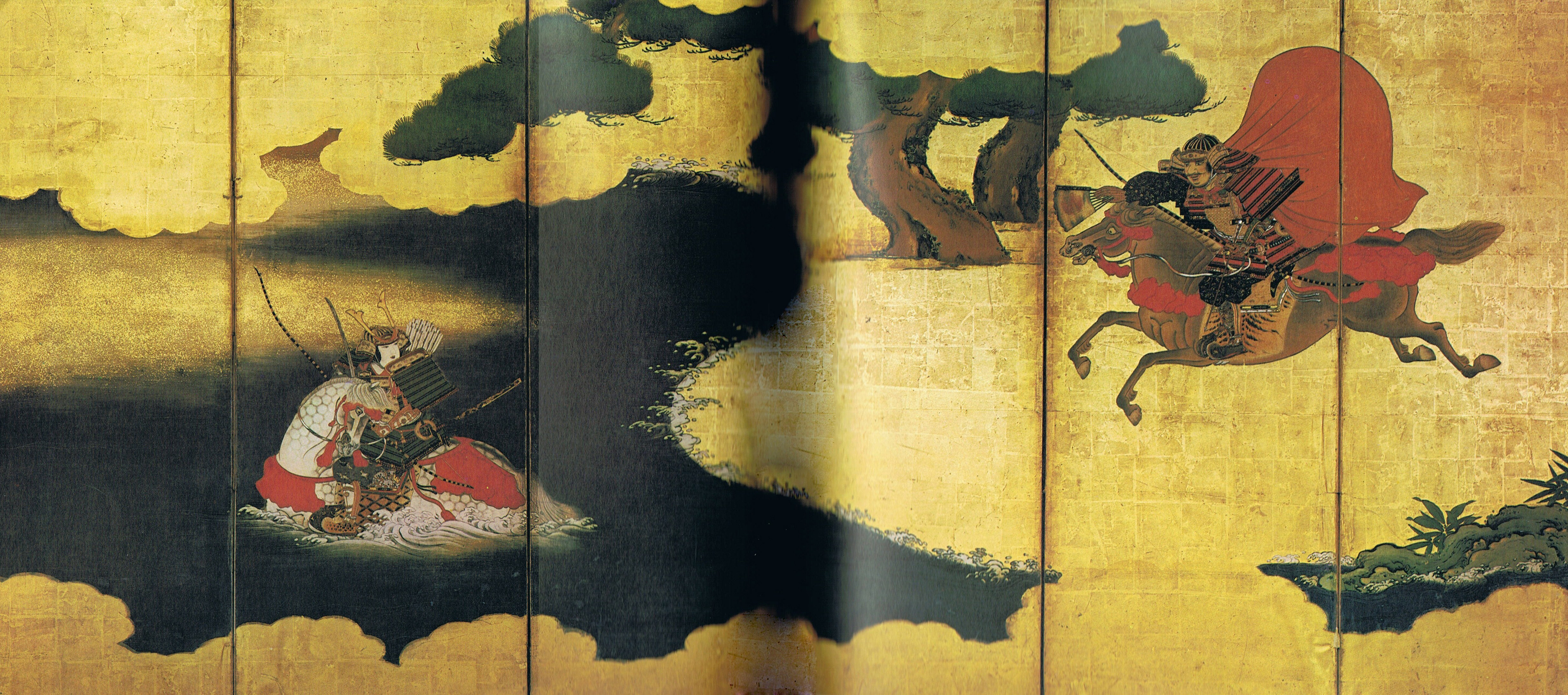
『一の谷合戦図屏風』舟へ戻ろうとする平敦盛を呼び止める熊谷直実

義仲滅亡に至るまでの間に平氏は勢力を立て直し、寿永3年（1184年）正月には摂津福原まで戻っていた。その頃、都では後鳥羽天皇の即位を控え、三種の神器不在を憂慮されるようになっていた。三種の神器は安徳天皇の元にあり、三種の神器を後鳥羽天皇側に迎え入れる為に平氏と和平するか、交戦して実力で奪取するか朝廷内の意見は割れたが、武力攻撃による三種の神器奪還へと意見が固まる。やがて京都に駐留していた範頼・義経軍は、福原に陣を構える平氏を攻撃することになった。範頼・義経軍は二手に分かれて平氏を急襲し、海上へと敗走させた（一ノ谷の戦い）。この戦いで平氏は多くの有能な武将を失い、後の戦いに大きな影響を及ぼした。

#### 三日平氏の乱
一ノ谷の戦いの後、頼朝は義経を総指揮者として畿内西国の軍事体制を整える。土肥実平・梶原景時が山陽道に、大内惟義・大井実春らが伊勢・伊賀に配備されるが、実平・景時は平氏軍の反攻に苦しみ、頼朝は義経を総大将として西国に遠征軍を送ることを検討した。だが、その矢先の元暦元年（1184年）7月、平田家継・藤原忠清ら伊勢・伊賀の平氏家人が軍事蜂起する。激戦の末に反乱は鎮圧されるが佐々木秀義が討死するなど鎌倉方御家人にも大きな被害が及んだ。この乱の影響で義経は畿内の治安維持に専念せざるを得なくなり、代わりに範頼が西国遠征の指揮を執ることになる。
一方、東国では頼朝によって甲斐源氏の一条忠頼が殺害され、甲斐・信濃に対して軍事力が行使された。これは頼朝と同格で元々独自に挙兵した甲斐源氏を頼朝の支配下に置こうとする政策である。またこの頃から、頼朝に対して独立性の高い京武者（畿内周辺の軍事貴族）に統制をかけようという試みもなされている。

#### 屋島の戦い
一ノ谷の戦いで敗れた平氏は讃岐屋島に陣を構えて内裏を置いた。8月、西国へ向かった範頼軍は当初は順調に山陽道を制圧したが、やがて長く延びた戦線を平氏の水軍によって分断された。また、関門海峡も平知盛によって封鎖されて兵糧不足に陥り進軍は停滞した。この状況をみた義経は元暦2年（1185年）正月、後白河法皇に西国への出陣を奏上してその許可を得る。同年2月、義経は阿波勝浦へ上陸後、在地武士を味方に引き入れて背後から屋島を急襲し、平氏を追い落とした（屋島の戦い）。

#### 壇ノ浦の戦い

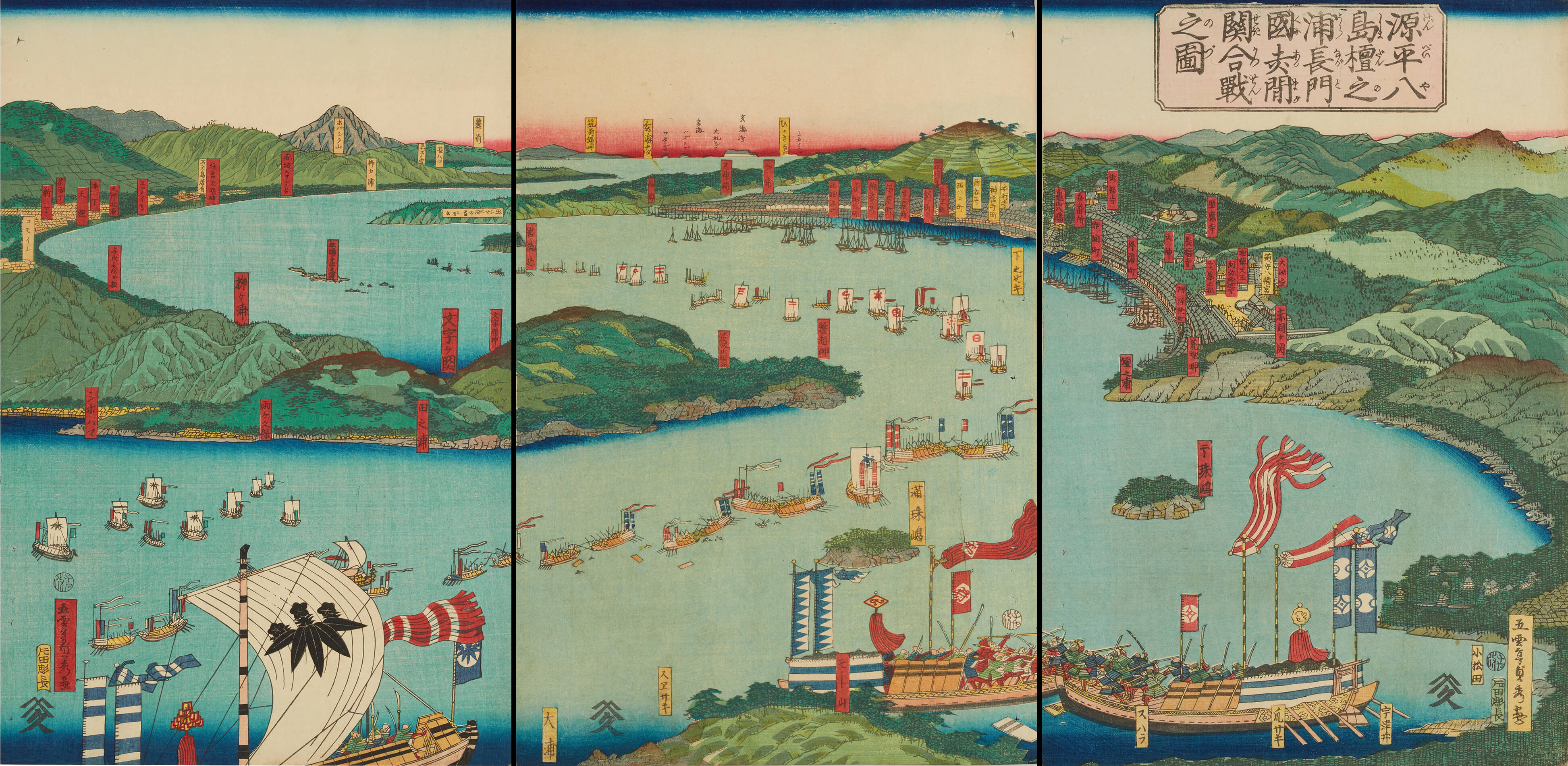
壇ノ浦の戦い

屋島の戦いの後、瀬戸内海の制海権を失った平氏軍は長門へ撤退する。熊野別当湛増が率いる熊野水軍や、河野通信らの伊予水軍を始めとする中国・四国の武士が続々と義経軍に加わり、時を同じくして範頼軍が九州を制圧したことで、平氏は完全に包囲される形となった。
元暦2年（1185年）3月24日、関門海峡の壇ノ浦で最後の戦いが行われた（壇ノ浦の戦い）。序盤は平氏が優勢であったが、範頼によって補給路を断たれた平氏軍はやがて劣勢となっていく。さらに味方であったはずの阿波水軍の裏切りもあり敗色が濃厚となるに従って、平氏の武将は海へ身を投じていき、安徳天皇と二位尼も三種の神器とともに入水した。この戦いで平氏は滅亡した。

## 意義

### 日本最初の全国的な内乱
日本において、この乱以前にも大規模な内乱は発生しているが、それらの反乱は大規模であっても辺境地域に留まる性格のものか中央地域（畿内周辺）における短期間の内乱に限定されていた。だが、この乱は中立的な立場を取った奥州藤原氏が支配する東北地方以外の当時の日本の国土のほぼ全域を巻き込んでおり、かつ5年近くにわたって続くものとなった。ところが、当時の朝廷の軍制はあくまでも京都およびその周辺の短期間の騒擾（僧兵や盗賊など）や海賊対策には十分であったものの、こうした大規模な内乱に対応できる体制にはなっていなかった。平氏政権にしてもその成立のきっかけとなった保元・平治の乱において重代相伝の家人などからなる少数の直属部隊で勝利を収め、政権掌握後は必要に応じて公権力の発動を行うことによって諸国の兵士を動員することで補う形態を採っていた。ところが、この乱において当初小規模勢力でかつ「反乱軍」の扱いを受けていた源頼朝勢力は、関東地方の支配権確保とその後の平氏政権打倒という長期的・領域的な目標を達成するため、傘下の武士に対して独自の本領安堵や占領した土地の給付などを実施し、これを梃子にして長期戦に耐え得る軍制の確立に成功した。これに対して平氏政権側は朝廷内の旧勢力（王家、貴族、寺社）との兼ね合いからこうした大胆な措置を採ることが困難であり、それが平氏政権側の苦戦につながったと考えられている。
それまでの合戦は従者を従えた正規の武士が名乗りを上げ騎射から始めるなど、一定の作法がある戦いであったが、この乱では戦闘の大規模化により正規の武士と従者だけでは人員が不足し、動員対象が騎射に習熟していない未熟な武士や、本来は非武士階級である村落領主クラスにまで拡大したとされる。また馬術や弓術に不慣れな者が多く参加したことから、これまでの合戦ではルール違反とされていた、相手の馬への攻撃や馬による体当たりが行われるようになり、本来は矢が無くなったり馬を下りた際に使う太刀の馬上使用も増加した。これ以降、弓騎兵だった武者は太刀を使う打物騎兵に変化していった。

### 平氏政権の排除
乱の以前、平氏政権は軍事・警察権を握り、多くの知行国を保有していた。このために、平氏政権に権益を奪われた旧勢力（王家、貴族、寺社）により平氏政権の排除が企図された。最終的にはそれが成功したのだが、旧勢力は平氏政権が保有していた権益をすべて奪還することはできなかった。

### 鎌倉幕府の成立
旧勢力に平氏政権を排除する力（軍事力）はなく、その力を持っていたのは武士層であった。当初、東国や北陸で勃興した反平氏勢力は平氏追討を建前として掲げてはいたが、本音では自らの権利の確保、そして中央政府からの一定範囲での独立を真の目的としていた。旧勢力は平氏打倒という目的のためには実際に追討に携わる関東政権に依存しなければならず、寿永二年十月宣旨の発給といった大幅な権限委譲の道を開いてしまう。
その結果として鎌倉幕府の成立がもたらされる。草創期の鎌倉幕府は東国の支配権を有するのみだったが、それは当時の幕府を構成する武士たちにとって十分満足できる結果だったはずである。
創成期の鎌倉幕府と既存の朝廷は多くの軋轢を抱えながらも荘園公領制の維持という点では利害が一致しており、建久元年（1190年）の頼朝上洛により鎌倉幕府と朝廷の協調体制が確認された。鎌倉幕府と朝廷が全面衝突するのは、それから約30年後の承久の乱である。

## 「源平合戦」という呼称について

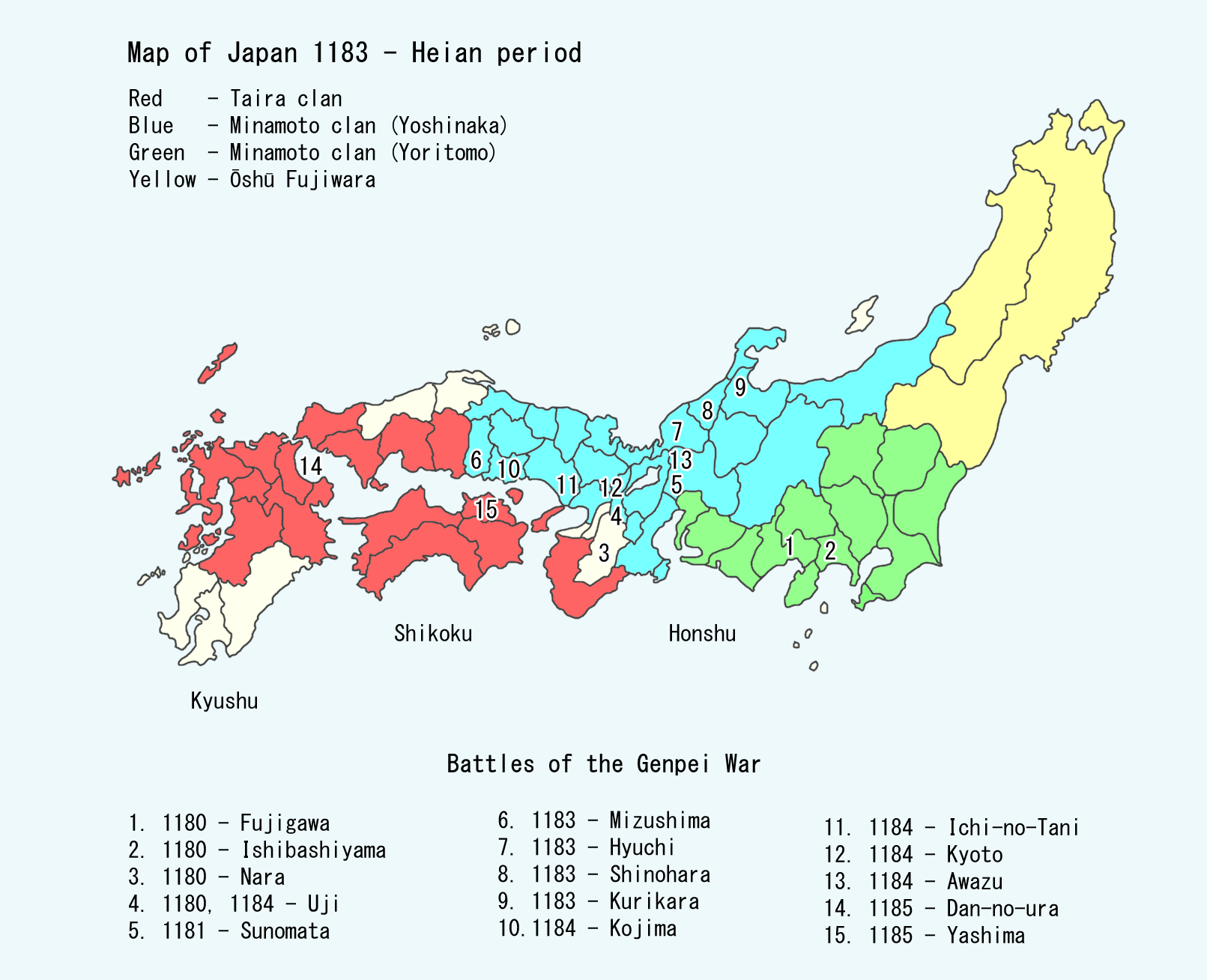
1183年時点の勢力圏図。ただしこのように明確に分かれていた訳では無く、源氏同士、平氏同士でも相克や戦闘があった。

治承・寿永の乱は、源平合戦（または「源平の戦い」）と呼ばれることも多い。この争乱が以仁王の「平氏追討」の令旨に始まること、平家政権から頼朝政権（鎌倉幕府）に交代したこと、民間レベルでは『平家物語』や『源平盛衰記』などの影響から清盛・宗盛ら平氏一門と頼朝・義経・義仲ら源氏一門の争いと受け取られてきたことなどが、この呼称を生んだといえる。
しかし、平家政権に反旗を翻した勢力は源氏一族のみで構成されていたわけではなく、単純に源氏と平家の争いとは言えない。この乱には熊野勢力や興福寺、園城寺などの寺社勢力が反平氏を掲げて蜂起し、内乱前期においては北陸の在地豪族（義仲とは別個に挙兵）や九州の在地豪族など源平という氏族に無縁の勢力も数多く蜂起している。また、この争乱は、一族や家族、地域の共同体という横の絆と、主君と家臣という縦の絆の相克があり、命を懸けて戦った武士の全てが源氏や平氏という特定氏族に収斂されるわけでもない。
また、源氏や平氏は皇族から分岐した家系であり、当然ながら非武士の貴族層にも多数の源氏・平氏がおり、当時の源氏長者（いわゆる源氏の一族のトップ）も非武士の貴族である（武士が源氏長者になるのは、後世の足利義満からである）。非武士の源氏・平氏が、それぞれ武士の源氏・平氏に直接的・間接的に加担・援助したという記録は一切存在しないし、関与する動機が存在しない。
つまり、源平合戦の呼称で想起されるような、源氏と平氏がそれぞれの一族を糾合して戦った訳ではないのである。確かに、武田信義や足利義兼、木曾義仲など、反平氏の掛け声のもとに挙兵をした源氏一族は多い。しかし、源氏一族に属していても、平氏に縁（ゆかり）や義理があって同族に弓を引いた者もいた。このことは平治の乱において、摂津源氏の源頼政が河内源氏の源義朝とは完全に別行動を取っていることからもうかがえる。野木宮合戦や頼朝と義仲の争い、義仲と行家の争いなど源氏内部での戦いもこの一連の内乱に含まれる。同時に蜂起した諸源氏であったがそれらが全て最初から源頼朝の指揮下にいたとは限らないのである。更に源義朝・頼朝父子が源氏嫡流であったというのは鎌倉幕府の成立と言う結果論から成立したものであり、実際の河内源氏は複数の流れに分かれて単独の嫡流が存在する状態ではなく、河内源氏を代表する武者であった源義家の後継に限定したとしても、大蔵合戦や保元の乱で父や弟を討ってその地位を得た源義朝の後継者である頼朝だけではなく、大蔵合戦で討たれた源義賢の後継者である義仲や、義朝・義賢の弟である行家もその地位を主張できる存在であった。
源氏同士、平氏同士が争う現象は日本各地で見られた。父系で見れば源氏だが、母系で見れば平氏、またはその逆という武将も少からずいて、去就に苦慮した者や、一族が2つに分かれて争った者もいる。一族相克の物語は戦国時代に多いが、この時代に既に始まっている。武士は発生当初から血縁的要素よりも地縁的要素の強い集団であったが、この乱は日本を一層の地縁社会へと導くことになった。

### 源頼朝に従った平氏
北条時政、土肥実平、熊谷直実、畠山重忠、梶原景時、三浦義澄、千葉常胤、上総広常など、坂東八平氏を中核に多数。

### 平宗盛(平家)に従った源氏
新田義重、佐竹秀義、源季貞など。

## 年表
- 年月日は出典が用いる暦であり、当時は宣明暦が用いられている
- 西暦は元日を宣明暦に変更している

| 和暦             | 西暦   | 月日 （宣明暦長暦）        | 内容                             | 対立勢力                               | 場所                           |
| ---------------- | ------ | -------------------------- | -------------------------------- | -------------------------------------- | ------------------------------ |
| 治承3年          | 1179年 | 11月14日                   | 治承三年の政変                   |                                        | 平安京(京都府)                 |
| 治承4年          | 1180年 | 2月21日                    | 安徳天皇践祚                     |                                        |                                |
| 治承4年          | 1180年 | 4月9日                     | 以仁王の令旨発せられる           |                                        |                                |
| 治承4年          | 1180年 | 5月26日                    | 以仁王の挙兵                     | 以仁王・源頼政vs平氏                   | 山城国(京都府)宇治             |
| 治承4年          | 1180年 | 6月2日                     | 福原へ遷都                       |                                        |                                |
| 治承4年          | 1180年 | 8月17日                    | 山木館襲撃                       | 源頼朝vs山木兼隆                       | 伊豆国(静岡県)                 |
| 治承4年          | 1180年 | 8月23日                    | 石橋山の戦い                     | 源頼朝vs大庭景親                       | 相模国(神奈川県)               |
| 治承4年          | 1180年 | 8月25日                    | 波志田山合戦                     | 甲斐源氏vs駿河・相模平氏方豪族         | 甲斐国(山梨県) 駿河国(静岡県)  |
| 治承4年          | 1180年 | 8月26日                    | 衣笠城合戦                       | 三浦氏vs平氏方豪族                     | 相模国(神奈川県)               |
| 治承4年          | 1180年 | 9月～養和元年(1181年) 11月 | 熊野動乱                         | 熊野三山vs平氏                         | 紀伊国(和歌山県)               |
| 治承4年          | 1180年 | 9月                        | 鎮西反乱勃発                     | 肥後豪族vs平氏・平氏方豪族             | 九州北部                       |
| 治承4年          | 1180年 | 9月7日                     | 市原合戦                         | 信濃源氏vs平氏                         | 信濃国(長野県)                 |
| 治承4年          | 1180年 | 9月10日                    | 武田信義信濃侵攻                 | 武田信義vs信濃平氏方豪族               | 信濃国(長野県)                 |
| 治承4年          | 1180年 | 9月14日                    | 結城浜の戦い                     | 千葉氏vs千田氏                         | 下総国(千葉県)                 |
| 治承4年          | 1180年 | 10月13日                   | 鉢田の戦い                       | 甲斐源氏vs駿河平氏方豪族               | 甲斐国(山梨県) 駿河国(静岡県)  |
| 治承4年          | 1180年 | 10月20日                   | 富士川の戦い                     | 源頼朝・武田信義vs平氏                 | 駿河国(静岡県)                 |
| 治承4年          | 1180年 | 11月～治承5年1月           | 美濃源氏の挙兵                   | 美濃源氏・尾張源氏vs平氏               | 美濃国(岐阜県)                 |
| 治承4年          | 1180年 | 11月17日                   | 金砂城の戦い                     | 源頼朝vs佐竹氏                         | 常陸国(茨城県)                 |
| 治承4年          | 1180年 | 11月23日                   | 平安京に還都                     |                                        |                                |
| 治承4年          | 1180年 | 12月1日                    | 源希義討たれる                   | 源希義vs土佐平氏方豪族                 | 土佐国(高知県)                 |
| 治承4年          | 1180年 | 12月                       | 近江攻防                         | 近江源氏・園城寺vs平氏                 | 近江国(滋賀県)                 |
| 治承4年          | 1180年 | 12月28日                   | 南都焼討                         | 東大寺興福寺vs平氏                     | 大和国(奈良県)                 |
| 治承4年          | 1180年 | 12月                       | 河内石川源氏反乱                 | 河内石川源氏vs平氏                     | 河内国(大阪府)                 |
| 治承4年          | 1180年 | 12月                       | 伊予河野氏の蜂起                 | 河野氏vs四国平氏方豪族                 | 瀬戸内海                       |
| 治承5年 養和元年 | 1181年 | 1月14日                    | 高倉上皇崩御後白河法皇院政復活   |                                        |                                |
| 治承5年 養和元年 | 1181年 | 閏2月4日                   | 平清盛死去                       |                                        |                                |
| 治承5年 養和元年 | 1181年 | 3月10日                    | 墨俣川の戦い                     | 源行家・尾張源氏vs平氏                 | 尾張国(愛知県)                 |
| 治承5年 養和元年 | 1181年 | 6月17日                    | 横田河原の戦い                   | 信濃源氏vs城資職                       | 信濃国(長野県) 越後国(新潟県)  |
| 治承5年 養和元年 | 1181年 | 8月～11月                  | 養和の北陸出兵                   | 北陸豪族vs平氏                         | 北陸地方                       |
| 養和2年 寿永元年 | 1182年 | 4月                        | 鎮西反乱終結                     |                                        |                                |
| 寿永2年          | 1183年 | 2月20日～2月23日           | 野木宮合戦                       | 源頼朝vs志田義広                       | 下野国(栃木県)                 |
| 寿永2年          | 1183年 | 春                         | 源頼朝と源義仲のにらみ合いと和睦 |                                        | 信濃国                         |
| 寿永2年          | 1183年 | 4月27日                    | 火打城の戦い                     | 越前・加賀豪族vs平氏                   | 越前国(福井県)                 |
| 寿永2年          | 1183年 | 5月9日                     | 般若野の戦い                     | 源義仲・北陸豪族vs平氏                 | 越中国(富山県)                 |
| 寿永2年          | 1183年 | 5月11日                    | 倶利伽羅峠の戦い                 | 源義仲vs平氏                           | 加賀国(石川県)・越中国(富山県) |
| 寿永2年          | 1183年 | 6月1日                     | 篠原の戦い                       | 源義仲vs平氏                           | 加賀国(石川県)                 |
| 寿永2年          | 1183年 | 7月25日                    | 平氏都落ち                       |                                        |                                |
| 寿永2年          | 1183年 | 8月20日                    | 後鳥羽天皇践祚                   |                                        |                                |
| 寿永2年          | 1183年 | 10月14日                   | 寿永二年十月宣旨                 |                                        |                                |
| 寿永2年          | 1183年 | 閏10月1日                  | 水島の戦い                       | 源義仲vs平氏                           | 備中国(岡山県)                 |
| 寿永2年          | 1183年 | 11月19日                   | 法住寺合戦                       | 後白河法皇vs源義仲                     | 平安京(京都府)                 |
| 寿永2年          | 1183年 | 11月28日                   | 室山の戦い                       | 源行家vs平氏                           | 播磨国(兵庫県)                 |
| 寿永3年 元暦元年 | 1184年 | 1月20日                    | 宇治川の戦い                     | 源範頼・源義経vs源義仲                 | 山城国(京都府) 近江国(滋賀県)  |
| 寿永3年 元暦元年 | 1184年 | 1月20日                    | 粟津の戦い                       | 源範頼・源義経vs源義仲                 | 近江国(滋賀県)                 |
| 寿永3年 元暦元年 | 1184年 | 2月7日                     | 一ノ谷の戦い                     | 源範頼・源義経vs平氏                   | 摂津国(兵庫県)                 |
| 寿永3年 元暦元年 | 1184年 | 5月                        | 鎌倉御家人甲斐・信濃へ侵攻       | 源頼朝vs武田信義                       | 甲斐国(山梨県) 信濃国(長野県)  |
| 寿永3年 元暦元年 | 1184年 | 7月                        | 三日平氏の乱                     | 大内惟義・佐々木秀義vs平家継・藤原忠清 | 伊賀国(三重県) 近江国(滋賀県)  |
| 寿永3年 元暦元年 | 1184年 | 12月7日                    | 藤戸の戦い                       | 源範頼vs平氏                           | 備前国(岡山県)                 |
| 元暦2年          | 1185年 | 2月1日                     | 葦屋浦の戦い                     | 源範頼vs平氏                           | 筑前国(福岡県)                 |
| 元暦2年          | 1185年 | 2月7日                     | 屋島の戦い                       | 源義経vs平氏                           | 讃岐国(香川県)                 |
| 元暦2年          | 1185年 | 3月24日                    | 壇ノ浦の戦い                     | 源範頼・源義経vs平氏                   | 長門国(山口県)                 |